# Tlenek molibdenu(IV)
Tlenek molibdenu(IV), ditlenek molibdenu, MoO
2 – nieorganiczny związek chemiczny z grupy tlenków, w którym molibden występuje na IV stopniu utlenienia.

## Otrzymywanie
Można go otrzymać działając na metaliczny molibden parą wodną w temperaturze 800 °C lub przez redukcję MoO
3 amoniakiem lub wodorem w temperaturze poniżej 470 °C. Powstaje też podczas ogrzewania MoO
3 w próżni lub w obecności metalicznego molibdenu.

## Właściwości
Jest to ciało stałe, ciemnoniebieskie lub brązowofioletowe o miedzianym połysku. Jest odporny na działanie kwasów nieutleniających i zasad, natomiast roztwarza się w stężonym kwasie azotowym z utlenieniem do MoVI
.
Pod wpływem silnego ogrzewania dysproporcjonuje:
3MoO
2  →  Mo + 2MoO
3
Reaguje z chlorem z utworzeniem dichlorku ditlenku molibdenu(IV) (MoO
2Cl
2), a w reakcji z tetrachlorkiem węgla tworzy chlorek molibdenu(IV) (MoCl
4).